# Yang Huanyi
Pour les articles homonymes, voir Yáng (陽).
Dans ce nom, le nom de famille, Yang, précède le nom personnel.
Yang Huanyi (en chinois 陽煥宜, 1906 - 20 septembre 2004) est la dernière Chinoise sachant utiliser le nüshu, un système d'écriture du chinois exclusivement utilisé par les femmes.

## Biographie
Vivant dans la province du Hunan, il s'agit de la dernière femme sachant utiliser le nüshu. Ce système d'écriture est le seul connu à être exclusivement utilisé par des femmes. Il y a peu d'écrits en nüshu, car la tradition voulait qu'ils soient brûlés ou enterrés avec leurs autrices.
Yang Huanyi est invitée en septembre 1995 à la quatrième conférence des Nations unies sur les femmes à Pékin. C'est à cette occasion qu'elle révèle au grand public l'existence du nüshu.
Son âge exact est controversé. Elle serait morte à plus de quatre-vingt-dix ans.